# Dave Howard

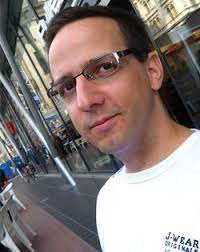
Dave Howard egy könyvtalálkozón

Mészáros László (Zalaegerszeg, 1976. május 11. – ) művésznevén Dave Howard, magyar író, sci-fi szerző és dalszövegíró.

## Élete és pályafutása
Kétgyermekes családapa. Komolyabban akkor kezdett el írással foglalkozni, amikor az 1998-ban induló Mysterious Universe-sorozat szerzőivel találkozhatott. 2004-ben jelent meg az első bemutatkozó novellája a Birodalmi osztag című antológiában.
Az első három regénye közé tartozik, A Démoncsászár fejvadászai (2010), az Angyalok és tolvajok (2011), valamint az Istengyilkosok (2014) című regénye. Ezek mind a Mysterious Universe világát bővítették.
Példaképei többek között Douglas Adams, Robert A. Heinlein, Arthur C. Clark, Stephen King és Clive Cussler is. Aki még a legeslegelején megszerettette vele az olvasást, az Gárdonyi Géza volt, az Egri csillagokkal.
A Galaktika-magazinba rendszeresen ír és jelenteti meg rövidebb szerzeményeit.

## Dave Howard, a művésznév
Az előző neve Leslie Sol volt, akkoriban mindenkinek külföldi álneve volt. Dave Howard, az első M.U. novellájának volt a kulcsszereplője. "Egy időutazó cégnek, a Katedrálisnak dolgozott, király munkája volt és szuper csaja. Gondoltam magamban: Hm, tetszik ez a fickó! Megtartom a nevét!"
Úgy tervezi, hogy a Dave Howard név marad főként a sci-fi és a fantasy vonalán, míg Mészáros László minden más műfajnál. 

## Leymann-transzfer
Az író legsikeresebb könyve 2017-ben jelent meg. A frissen doktorált Leymann Zénó egyetemi tanárként tengeti napjait, melyeknek igazi értelmet kísérletei adják a Föld energiavonalaival. Felismerte ugyanis, hogy lehetséges utazni a mágnesesség segítségével az ötödik dimenzió mentén. Felfedezése okán érzett lelkesedését csupán egy tragikus baleset árnyékolja be: ellenszenves főnökét sikerült véletlenül ismeretlen helyre transzportálnia. A következményektől tartva immár szándékosan lép a bűn útjára, és élete egy csapásra atomjaira hullik. Pedig immár nem csak az ő lelkiismerete a tét: a Földet végzetes katasztrófa fenyegeti, amit egyedül ő háríthat el. Már ha hajlandó kilépni az árnyékok közül, és vállalni a felelősséget tetteiért. A könyv hitelessé tételében nagy szerepet játszott az, hogy dr. Völgyesi Lajossal is levelezett, aki a mágneses terek működésével foglalkozik, a Masat-műholdról pedig az interneten keresett információkat.

## További művei
- Birodalmi osztag antológia (2004) Öld meg York Ketchikant!
- A Démoncsászár fejvadászai (2010)
- Angyalok és tolvajok (2011)
- Istengyilkosok (2014)
- Az evolvens kalózai (antológia)
- A katedrális őrzői (antológia)
- Leymann-transzfer (2017)
- Féregmentál (2023)
- Csillagok haragja (2024)

## Interjúk
- https://www.zaol.hu/eletstilus/helyi-eletstilus/fantasztikus-hiperhablaty-interju-dave-howard-zalaegerszegi-sci-fi-szerzovel-2559478/ Archiválva 2021. november 4-i dátummal a Wayback Machine-ben
- https://galaktika.hu/egy-karakter-legnagyobb-ellensege-az-iroja-interju-dave-howarddal/
- http://mu.sfportal.hu/a-mu-szerzoi-9-interju-dwayne-hudsonnal-482.mu
- http://karcolat.hu/cikkek/irodalom/dave_howard_interju Archiválva 2021. október 31-i dátummal a Wayback Machine-ben